# Kalman
Kalman je moško osebno ime.

## Izvor imena
Ime Kalman je različica moškega osebhega imena Koloman.

## Pogostost imena
Po podatkih Statističnega urada Republike Slovenije je bilo na dan 31. decembra 2007 v Sloveniji število moških oseb z imenom Kalman: 8.

## Osebni praznik
Osebe z imenom Kalman lahko godujejo takrat kot osebe z imenom Koloman.